# Gladkovskyita
La gladkovskyita és un mineral de la classe dels sulfurs. Rep el nom en honor de Boris Aleksandrovitch Gladkovsky (Борис Александровч Гладковского) (1937-1990), un reconegut geòleg i prospector d'or a la serralada dels Urals.

## Característiques
La gladkovskyita és un sulfur de fórmula química MnTlAs₃S₆. Va ser aprovada com a espècie vàlida per l'Associació Mineralògica Internacional l'any 2018, sent publicada per primera vegada el 2019. Cristal·litza en el sistema trigonal. La seva duresa a l'escala de Mohs oscil·la entre 2 i 2,5. Es trona químicament relacionat amb l'auerbakhita.
L'exemplar que va servir per a determinar l'espècie, el que es coneix com a material tipus, es troba conservat a les col·leccions del Museu Mineralògic Fersmann, de l'Acadèmia de Ciències de Rússia, a Moscou (Rússia), amb el número de registre: 5248/1.

## Formació i jaciments
Va ser descoberta al dipòsit de Vorontsovskoe, a Turinsk, dins el raion de Serov (óblast de Sverdlovsk, Rússia), on es troba en un jaciment d’or, ric en tal·li, en bretxes calcàries, en forma de cristalls prismàtics grans de fins a 0,2 mm. Aquest dipòsit és l'únic indret de tot el planeta on ha estat descrita aquesta espècie mineral.